# 高橋義仁
高橋 義仁（たかはし よしひと、1967年7月 - ）は、日本の経営学者。専修大学商学部教授、博士（学術）。早稲田大学助教授などを経て現職。専門領域は、経営戦略論、コンペティティブ・インテリジェンス、経営組織論、技術経営(MOT)、研究開発マネジメント。マサチューセッツ工科大学修士課程修了、早稲田大学博士後期課程修了。
| スタブアイコン | サブスタブ | この項目は、まだ閲覧者の調べものの参照としては役立たない、人物に関連した書きかけの項目です。この項目を加筆・訂正などしてくださる協力者を求めています（P:人物伝/PJ:人物伝）。 |